# میلانا مارتین
میلانا مارتین (انگلیسی: Maylana Martin؛ زادهٔ ۱۷ آوریل ۱۹۷۸) بازیکن بسکتبال اهل ایالات متحده آمریکا است.
وی در مسابقات کشوری و بین‌المللی در مجموع برندهٔ ۱ مدال طلا، ۱ مدال نقره شده‌است.